# Suvalkija
Suvalkija (litewskie słowo określające Suwalszczyznę), Suvalkiečių Draugija „Suvalkija” – litewska organizacja pozarządowa z siedzibą w Mariampolu, zrzeszająca Litwinów przymusowo wysiedlonych przez III Rzeszę z Suwalszczyzny.  Zarejestrowana 29 lipca 1994 roku. Organizacja liczy około 700 osób zgrupowanych w 7 kołach regionalnych. Na jej czele od 2002 roku stoi Birutė Kižienė.
W 1941 roku rządy III Rzeszy i ZSRR zawarły porozumienie o wymianie ludności: Niemcy z terenów Litwy mieli zostać przesiedleni do III Rzeszy, a z kolei Litwinów z terenów zajętych przez Niemców (dotyczyło to przede wszystkim Suwalszczyzny, po agresji Niemiec na Polskę w 1939 przyłączonej do Rzeszy) miano wysiedlić do ZSRR. Wskutek ataku Niemiec na ZSRR nie doszło do realizacji tej umowy. Wypędzenia Litwinów doszły jednak do skutku i objęły, z samej tylko Suwalszczyzny (wysiedlano również z okręgu Kłajpedy), ok. 14 tysięcy osób, które zostały przesiedlone na Wileńszczyznę. Z powodu zmienionej sytuacji politycznej nie osadzano ich zgodnie z wcześniejszym planem na majątkach Niemców, lecz w miejsce wypędzanych z tego rejonu Polaków. Taka polityka prowadziła zarazem do skłócenia Litwinów i Polaków.
Organizacja Suvalkija stawia sobie za cel popularyzację wiedzy o tych wysiedleniach. Zabiega także u niemieckich władz o przyznanie poszkodowanym rekompensat finansowych; z jej inicjatywy rząd litewski przygotował projekt odpowiedniej rezolucji. Udziela ona również pomocy w kontaktach z polskimi archiwami.